# Нгиренте, Эдуар
Эдуар Нгиренте (фр. Édouard Ngirente; род. 22 февраля 1973, Гакенке, Северная провинция) — политический и государственный деятель Руанды, премьер-министр Руанды с 30 августа 2017 по 23 июля 2025 года, экономист, педагог, доктор экономических наук. Беспартийный.

## Биография
Представитель народности хуту.
Изучал экономику в национальном университете Руанды. Получил докторскую степень в Лувенском католическом университете.
Работал до 2010 года старшим преподавателем бывшего Национального университета Руанды (ныне Университет Руанды), заведующим кафедрой экономики сельского хозяйства того же университета, независимым консультантом и руководителем проекта.
С 2011 по 2017 год — советник исполнительного директора Всемирного банка, старший советник исполнительного директора Всемирного банка в Вашингтоне (2017); старший экономический советник министерства финансов и экономического планирования Руанды; генеральный директор отдела планирования и исследований национального развития министерства финансов и экономического планирования.
30 августа 2017 года стал одиннадцатым премьер-министром Руанды.